# Nưa trồng

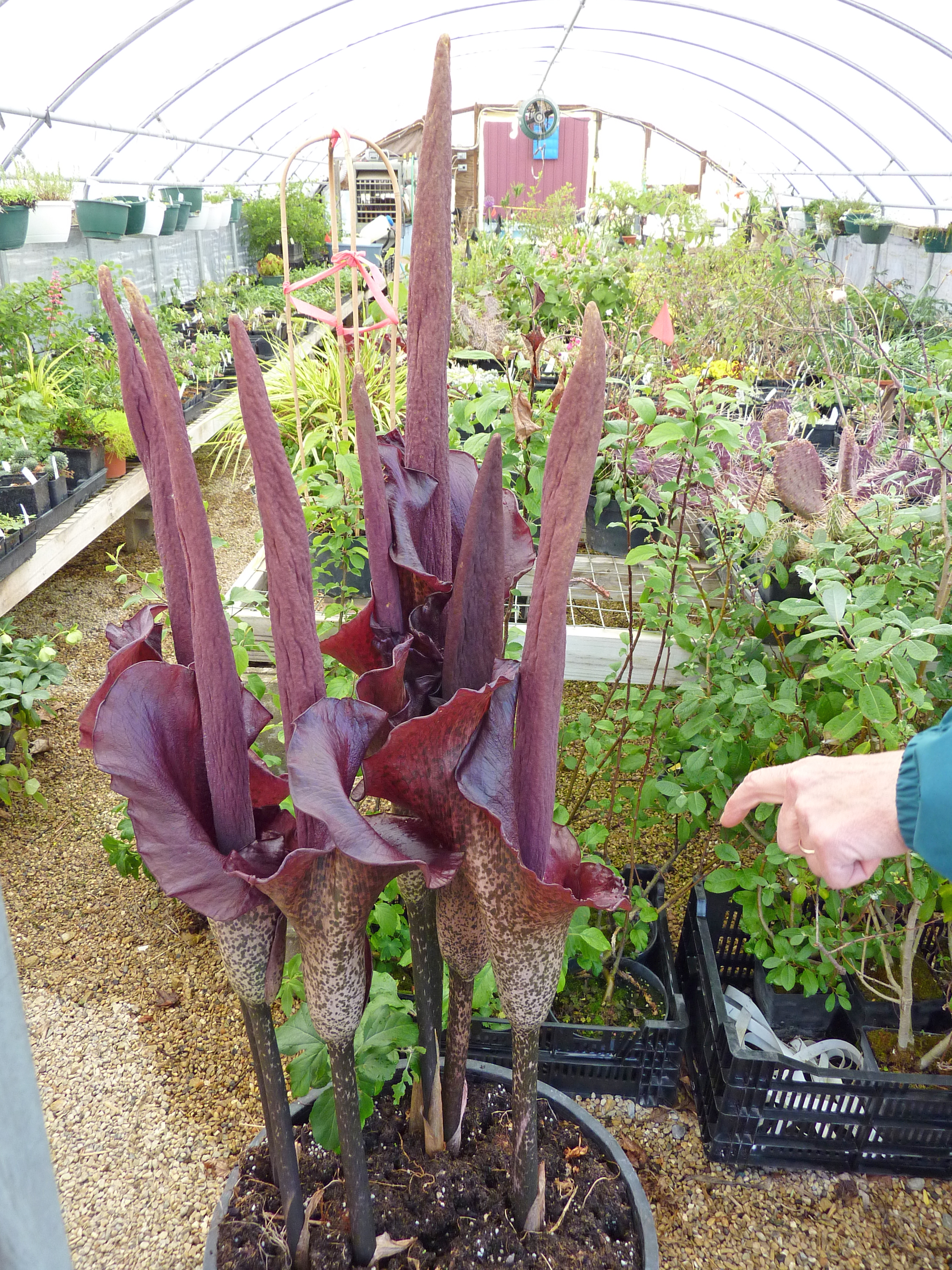
Amorphophallus konjac nở hoa.

Nưa trồng hay còn gọi nưa Konjac (danh pháp khoa học: Amorphophallus konjac) là một loài thực vật có hoa thuộc chi Amorphophallus được K. Koch mô tả lần đầu năm 1858. Nó là loài bản địa vùng cận nhiệt đới và nhiệt đới âm miền đông châu Á, từ Nhật Bản và Trung Quốc về phía nam tới Indonesia. Đây là một cây lâu năm, phát triển từ một giả thân hành lớn đường kính tới 25 cm.